# Салман бін Ібрагім Аль Халіфа
Салман бін Ібрагім аль-Халіфа (араб. سلمان بن ابراهيم آل خليفة, нар. 2 листопада 1965, Ріффа) — бахрейнський футбольний функціонер. Президент Азіатської футбольної конфедерації з 2 травня 2013 року. До свого обрання президентом АФК, він був президентом Футбольної асоціації Бахрейну, а також головою Дисциплінарного комітету АФК та заступником голови Дисциплінарного комітету ФІФА.

## Біографія
Шейх Салман бін Ібрагім аль-Халіфа є членом бахрейнської королівської родини аль-Халіфа. Закінчив університет Бахрейну в 1992 році зі ступенем бакалавра в галузі англійської літератури та історії. Шейх Салман був залучений в футбол протягом багатьох років, починаючи з 1980-х років, коли він грав у молодіжній команді «Ріффа Клаб».
Згодом Салман покинув клуб і обіймав керівні посади в БФА. У 1996 році він був призначений головою національної збірної, два роки потому обраний віце-президентом, і в кінцевому підсумку став президентом Футбольної асоціації в 2002 році. Він також служив як заступник голови Дисциплінарного комітету на декількох турнірах ФІФА.
Шейх Салман був президентом Асоціації Бахрейну з футболу під час «золотої ери» футболу Бахрейна. Збірна була в матчі від кваліфікації на ЧС-2006 і ЧС-2010, а також змогла дійти до півфіналу Кубка Азії 2004 року, що стало найкращим результатом збірної на континентальній першості. Національний рейтинг ФІФА у команди також піднявся до найвищого рівня в історії Бахрейну — до 44 позиції.
15 жовтня 2015 року шейх Салман висунув свою кандидатуру на наступні вибори президента ФІФА у лютому 2016 року.

## Особисте життя
Шейх Салман має трьох дітей, двох дочок — шейху Латіфу (нар. 1994 року) і шейху Аїшу (нар. 1998 року), а також сина шейха Ісу (нар. 2001 року)